# Transtrand
Transtrand är en tätort i Malung-Sälens kommun och kyrkbyn i Transtrands socken i Dalarnas län.  I den norra delen av tätorten finns byn Berga, där starten av Vasaloppet äger rum.

## Befolkningsutveckling
| Befolkningsutvecklingen i Transtrand 1960–2020 | Befolkningsutvecklingen i Transtrand 1960–2020 | Befolkningsutvecklingen i Transtrand 1960–2020 | Befolkningsutvecklingen i Transtrand 1960–2020 | Befolkningsutvecklingen i Transtrand 1960–2020 |
| ---------------------------------------------- | ---------------------------------------------- | ---------------------------------------------- | ---------------------------------------------- | ---------------------------------------------- |
|                                                |                                                |                                                |                                                |                                                |
| År                                             |                                                |                                                | Folkmängd                                      | Areal (ha)                                     |
| 1960                                           | 1960                                           |                                                | 414                                            |                                                |
| 1965                                           | 1965                                           |                                                | 422                                            |                                                |
| 1970                                           | 1970                                           |                                                | 429                                            |                                                |
| 1975                                           | 1975                                           |                                                | 418                                            |                                                |
| 1980                                           | 1980                                           |                                                | 412                                            |                                                |
| 1990                                           | 1990                                           |                                                | 375                                            | 214                                            |
| 1995                                           | 1995                                           |                                                | 369                                            | 215                                            |
| 2000                                           | 2000                                           |                                                | 353                                            | 216                                            |
| 2005                                           | 2005                                           |                                                | 373                                            | 216                                            |
| 2010                                           | 2010                                           |                                                | 386                                            | 215                                            |
| 2015                                           | 2015                                           |                                                | 369                                            | 212                                            |
| 2020                                           | 2020                                           |                                                | 373                                            | 267                                            |
|                                                |                                                |                                                |                                                |                                                |

## Personer från orten
- Skidskytten Tore Eriksson, från Transtrand.
- Spelmannen Omas Ludvig, från Transtrand.
- Skidskytten Johanna Skottheim, från Transtrand.
- Skidåkaren Nils Östensson, bosatt i Transtrand när han omkom i en motorcykelolycka 1949.